# Provinz Suwa

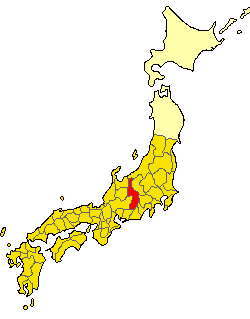
Karte der japanischen Provinzen (721), Suwa rot markiert

Suwa (jap. 諏方国, Suwa no kuni) war eine kurzlebige historische Provinzen Japans der Tōsandō im südlichen Teil der heutigen Präfektur Nagano.
Nach der Reichschronik Shoku Nihongi wurde sie am 24. Juli 721 (traditionell: Yōrō 5/6/26) von der Provinz Shinano abgespalten, aber bereits am 17. April 731 (Tempyō 3/3/7) wieder eingegliedert.
Es wird vermutet, dass sich der Landkreis Suwa (諏方郡, heute: 諏訪郡) in ihrem Zentrum befand. Vermutlich gehörte auch der Landkreis Ina (1879 in Kamiina-gun und Shimoina-gun aufgeteilt) zur Provinz. Der genaue Grenzverlauf mit Shinano und die Hauptstadt (kokufu) sind unbekannt.